# Historie Duny: Křížová výprava strojů
Historie Duny: Křížová výprava strojů (v originále Dune: The Machine Crusade, 2003) je sci-fi román amerických spisovatelů Briana Herberta a Kevina J. Andersona. Tito autoři se rozhodli rozvinout nedokončenou románovou sérii o pouštní planetě Arrakis, nazývané Duna, kterou vytvořil Frank Herbert, otec Briana Herberta. Historie Duny: Křížová výprava strojů je druhý díl trilogie, která se odehrává v dávné minulosti vůči prvnímu dílu série Duna (Dune, 1965), přibližně před 10.400 lety.
Příběh pojednává o průběhu nesmiřitelné války mezi Ligou vznešených – planetami svobodných lidí, a Synchronizovanými světy – planetami ovládanými myslícími stroji. Hlavními hrdiny války jsou Vorian Atreides a Xavier Harkonnen, kteří bojují bok po boku jako nejvěrnější přátelé – přestože později mezi jejich potomky bude panovat zničující nenávist.

## Příběh
Román připomíná válečnou kroniku, protože je uspořádán do několika kapitol, které mapují události v různých obdobích probíhajícího Služebnického džihádu. Na první díl trilogie, Historie Duny: Služebnický džihád navazuje asi po čtvrt století, v r. 185 před Gildou. Od té doby se z Voriana Atreida a Xaviera Harkonnena stali věrní spojenci, přestože povahově se velmi liší. Xavier je spíše uzavřený a vojensky přísný, se svou ženou Oktou žije celkem poklidným rodinným životem. Naproti tomu Vorian je velmi přátelský a neformální a nemá žádné stálé sídlo. Je však velmi obdivován pro svou schopnost vymyslet nejneočekávanější strategie, s jejichž pomocí dokáže přelstít myslící stroje.
Jejich společná láska, Serena Služebnice, za tu dobu získala neotřesitelnou pozici v Lize vznešených a krutý patriarcha Iblis Ginjo kolem ní vytvořil rozsáhlý kult, který rozněcuje náboženské cítění, a pomáhá tak získávat dobrovolníky pro zničující válku s myslícími stroji. Kromě toho ustanovil mocnou policii, která má za úkol odhalovat sympatizanty a špehy myslících strojů v rámci Ligy, ale do značné míry také napomáhá Iblisově krutovládě.
Válka přitom celkem stagnuje, Liga občas dobyje nějakou planetu jindy zase jinou ztratí. Omnius se proto rozhodne rozšířit svou moc jiným směrem a začne napadat planety, které nepatří do Ligy vznešených. Velitelé Ligy to cítí jako nebezpečné posilování Omniovy moci, a proto začnou i nepřipojené planety chránit a apelovat na ně, aby se staly součástí Ligy. Při jedné bitvě o nepřipojenou planetu je zajat a umučen Xavierův nevlastní bratr Vergyl Tantor.
Významnou roli začíná hrát planeta Gináz, která má dlouholetou vojenskou kulturu a nyní začíná cvičit špičkové bojovníky, speciálně vytrénované na boj proti myslícím strojům a kymekům, kteří se za žold nechávají najímat do armády Ligy. Jedním z nejvýznamnějších je Jool Noret, který nedopatřením při tréninku zabil svého otce a nyní se rozhodne zničit tolik myslících strojů, kolik dokáže.
Vorian Atreides na jedné ze svých cest doputuje na Caladan, kde se zamiluje do dívky Leroniky. Jako významný generál vojsk Džihádu ji nechce ohrozit, a proto s ní udržuje vztah inkognito. Leronika mu porodí dva syny, dvojčata, avšak Vorian nemá kvůli válečným povinnostem čas na jejich výchovu. Teprve o mnoho let později přestěhuje Leroniku na Salusu Secundus, a přestože se navzájem milují, ke svým synům nedokáže Vorian už nikdy najít cestu.
Mezitím na Poritrinu pokračují výzkumy Tia Holtzmanna a Normy Cenvy. Tio cítí, že Norma má mnohem větší potenciál než on, a proto k ní cítí silnou zášť. Norma dostane nápad, že transformované štíty by bylo možno využít k ohýbání prostoru a nesmírně rychlému putování vesmírem, a začíná na tomto vynálezu pracovat. Holtzmann však o smyslu jejího vynalézání pochybuje a protože mu už mnoho let nepřinesla žádný nový objev, rozhodne se ji propustit ze svých služeb. To uvítá Aurelius Venport, obchodník s melanží a milenec Norminy matky, který začíná k Normě cítit stále větší náklonnost, a proto se rozhodne vydat značné finanční prostředky, aby Norma mohla postavit prototyp své kosmické lodi. Když je prototyp dokončen, pokusí se Tio Holtzmann Normin vynález odcizit, ale v té době vypukne na Poritrinu povstání otroků, kteří odmítají dál snášet kruté zacházení poritrinských vládců. Při něm je Tio Holtzmann zabit, tlulaxanský Venportův obchodní společník Tuk Keedair je stovkou otroků přinucen použít prototypu lodi k úniku z Poritrinu a uprchne s nimi na Arrakis. Uprchlíci se později připojí k Selimovým pouštním fremenům. Norma Cenva je zajata Omniovými kymeky, ale když se ji pokoušejí mučit, vyjdou najevo její utajené schopnosti a mučící stroje zcela změní podstatu její mysli. Podobně jako její matka a ostatní čarodějky z Rossaku dokáže i Norma silou mysli zničit mozek kymeka, ale v jejím případě se nejedená o sebevražedný útok. Kromě toho přebuduje svou tělesnou stavbu a z deformované trpaslice se stane nebezpečně krásná žena. Norma později přesvědčí Venporta, aby se vrátil k projektu vesmírných lodí, a tak na měsíci Kolharu začnou pod jejím vedením vznikat ohromné doky na kosmické lodě. Normě se podaří projekt dokončit, avšak nedokáže vyřešit problém s navigací – i při sebelepších výpočtech se vždy přibližně 10 % lodí ztratí. Přesto se jedná o přelomový způsob dopravy, který umožňuje překonávat obrovské vzdálenosti během okamžiku a díky tomu má společnost Ven-Kee Enterprises ohromné zisky. Později ale musí slíbit, že jejich lodě budou sloužit vojskům Džihádu, což jejich zisky podstatně sníží.
Titánu Agamemnonovi se konečně podařilo zorganizovat povstání proti Omniovi, obsadil s ostatními Titány a několika neo-kymeky planetu Bela Tegeuse, a konflikt mezi lidmi a myslícími stroji se tak rozšířil o třetí stranu, která byla nepřátelská oběma.
Erasmus, žijící na Corrinu, se pokouší Omniovi dokázat, že v každém člověku lze najít netušený potenciál, a tak začne z náhodně vybraného otroka vychovávat co nejzdatnějšího myslitele. Zpočátku se potýká s neúspěchem, ale postupně začne chlapec, Erasmem pojmenovaný Gilbertus Albans, projevovat učenlivost i nečekanou oddanost vůči Erasmovi.
Na planetě Hessra sídlí kogitoři – mozky bez těl, tedy lidé podobní kymekům. Avšak na rozdíl od nich nemají válečné ambice, věnují se filozofii a jsou přísně neutrální. Už dlouhá léta nekomunikovali ani s lidmi, ani s myslícími stroji, ale nyní se rozhodnou napomoci ukončení předlouhého konfliktu a navrhnou Omniovi mír. Omnius přijme, a proto se kogitoři vypraví na Salusu Secundus, aby o svém úspěchu informovali Ligu. Avšak Serena Služebnice, Iblis Ginjo ani přední vojenští velitelé netouží po míru, ale po úplném zničení Omnia – to je to, zač celá léta bojují. Mezi lidmi se však začne mluvit o ukončení války, a tak Serena nevidí jinou možnost než sebobětování. Proto se vydá na jednání k Omniovi na Corrin, ale záměrně jej provokuje, aby ji zabil. Tomu však zabrání Erasmus, který za léta studia lidí přece jen pomalu začíná rozumět lidským úskokům. Avšak Serenina osobní stráž má jasné instrukce od Iblise Ginja a Serenu zahubí sami. Tím se naplní Serenin plán – Liga je pohoršena domnělým Omniovým úskokem a vrhne se do válek Džihádu s novým zápalem.
Aurelius Venport je spolu s vůdkyní Rossackých čarodějek Zufou Cenvou málem zajat neo-kymekem Beowulfem. V poslední chvíli je však zachrání Hekaté – Titánka, která jako jediná nikdy nepodléhala Omniovi, protože před jejich ovládnutím uprchla do neznámého vesmíru. Zufa Cenva však nepostřehne, že Hekaté stojí na jejich straně, použije své sebevražedné telepatické síly a mozkovým pulzem zabije sebe, Venporta i Hekaté, Beowulfův mozek utrpí vážná poškození. Přesto Zufina oběť nebyla zbytečná – kdyby byl totiž Venport mučen, Omnius nebo kymekové by se mohli dozvědět mnoho důležitých informací o fungování štítů a vyvíjených vesmírných korábech. Ohromná kosmická loď Hekaté klesne do atmosféry Ginázu, kde exploduje v moři a způsobí ohromnou příbojovou vlnu, jíž mezi mnoha obyvateli Ginázu padne za oběť i jejich největší válečník, Jool Noret. Později se z něj stane legendární postava, jejímž jménem budou školeni všichni ginázští šermíři.
Tlulaxané se rozhodnou stát součástí Ligy vznešených. Iblis Ginjo se proto vypraví na Tlulax spolu s Xavierem Harkonnenem, který je v té době už velmi starý a cítí se vyčerpaný válkou, v níž strávil většinu svého života. Na Tlulaxu mu však jeden uprchlý otrok prozradí pravdu – že náhradní orgány, které Tlulaxané už dlouhá léta dodávají zraněným vojákům Ligy, nejsou produktem jejich orgánových farem, ale pocházejí ze svobodných lidí, které Tlulaxané unášejí z nepřipojených planet. Nejen to, dozví se, že Iblis Ginjo si je celého podvodu vědom a během svého života napáchal i mnoho dalšího utajeného zla. Xavier se rozhodne, že tlulaxanské zločiny je třeba odtajnit a zabránit jejich vstupu do Ligy za každou cenu. Zároveň ale cítí, že odhalit jako hlavu všeho zla Iblise, který je považován za vůdce Služebnického džihádu, by znamenalo uvrhnout Ligu do zmatků a poskytnout tak Omniovi možnost k finálnímu vítězství. Proto odešle svému příteli Vorianovi tajnou zprávu s přesnými instrukcemi, zajme Iblise a společně s ním nasměruje svou loď do tlulaxanského slunce Thalimu.
Vorian podle Xavierova přání obviní z veškerého zla Tlulaxany, Iblis je označen za hrdinu, který se obětoval za pravdu, a Xavier je nadále chápán jako zrádce Ligy vznešených.

## Česká vydání
Román vyšel v češtině v r. 2004.